# 贾里德·萨林杰
贾里德·马尔科姆·泽维尔·萨林杰（1992年3月4日—）為美国男子篮球运动员，他在2012年NBA选秀首轮第21位被选中。

## 高中生涯
他曾入选2010届 ESPNU100佳，并获评第二名，Scout.com将其评为第四名，而在Rivals.com则排名第五。在他高中的最后一年，萨林杰带领Northland High School赢得了全部21场比赛，并在全国高中排名中获得第一Sullinger played in the 4th annual Boost Mobile Elite 24 Hoops Classic.。
萨林杰曾入选参加在俄亥俄州哥伦布举办的2010麦当劳全美篮球赛，并与 Harrison Barnes获得co-MVP。他也被选入参加2010年在波特兰玫瑰园球场举办的耐克篮球峰会，以及在纽约麦迪逊广场花园的2010年乔丹经典篮球赛。

## 职业生涯
2012年6月29，萨林杰在第一轮第21顺位被波士顿凯尔特人选中。7月3日，凯尔特人宣布与萨林杰和其他两名新秀（Fab Melo和Kris Joseph）签署为期两年的合同。7月5日，凯尔特人宣布萨林杰入选该队参加奥兰多夏季联赛和2012年NBA夏季联赛的名单。
2012年7月9日，萨林杰在奥兰多举办的夏季联赛中完成首秀，全场12投6中，罚球7中7，在24分钟内共得到20分6个篮板球。
2013年2月1日，萨林杰因背傷整季報銷。
塞爾提克替補大前鋒薩林傑透過推特證實自己將加盟暴龍隊。ESPN記者史坦恩（Marc Stein）隨後補充報導，薩林傑簽下1年合約，年薪約600萬美元
2017年9月12日，萨林杰與中国男子篮球职业联赛深圳新世纪簽下一份為期兩個月、30萬美元的合約。11月13日，深圳新世纪與萨林杰完成續約至2017-18賽季結束。2017-18賽季萨林杰代表深圳新世纪出賽38場，場均30.4分、16.8籃板，抱走CBA联赛篮板王頭銜。2018年8月6日，深圳新世纪與萨林杰完成續約。12月6日，萨林杰因腰傷由德怀特·拜克斯頂替，留下出賽15場，場均27.3分、13籃板的表現。
2021年3月9日，韓國籃球聯賽安養KGC宣布引進萨林杰替換克里斯·麥卡洛。5月9日，萨林杰在總冠軍賽第四戰繳出42分、15籃板、4助攻、3抄截、1阻攻的表現助隊擊退全州KCC宙斯盾，拿下隊史第三座KBL總冠軍，萨林杰在媒體投票環節中獲得86票當中55票奪下FMVP。12月13日，深圳新世纪與萨林杰完成簽約。2022年9月13日，深圳新世纪與萨林杰完成續約。
2023-24賽季萨林杰代表深圳新世纪出賽50場，場均上場26.8分鐘，可挹注21.8分、11.3籃板、4助攻，並以此表現獲選該賽季常规赛最佳国际球员。2024年5月6日，萨林杰與桑圖爾塞捕蟹人簽下2024賽季合約。7月26日，北京控股從深圳新世纪取得萨林杰的優先續約權，之後與其完成簽約。

## 奖项/荣誉

### 大学时期
- 2011年公立十大锦标赛最佳球员
- 2011年公立十大联盟年度最佳大一球员
- 2011年Wayman Tisdale年度最佳大一球员奖

### 高中时期
- 2010年奈史密斯奖得主
- 2010年麦当劳全美高中明星赛联名最有价值球员
- 2010年麦当劳全美高中明星赛 队伍选拔
- 2010 Jordan Brand 全美高中明星队选拔